# Мастер кодекса святого Георгия

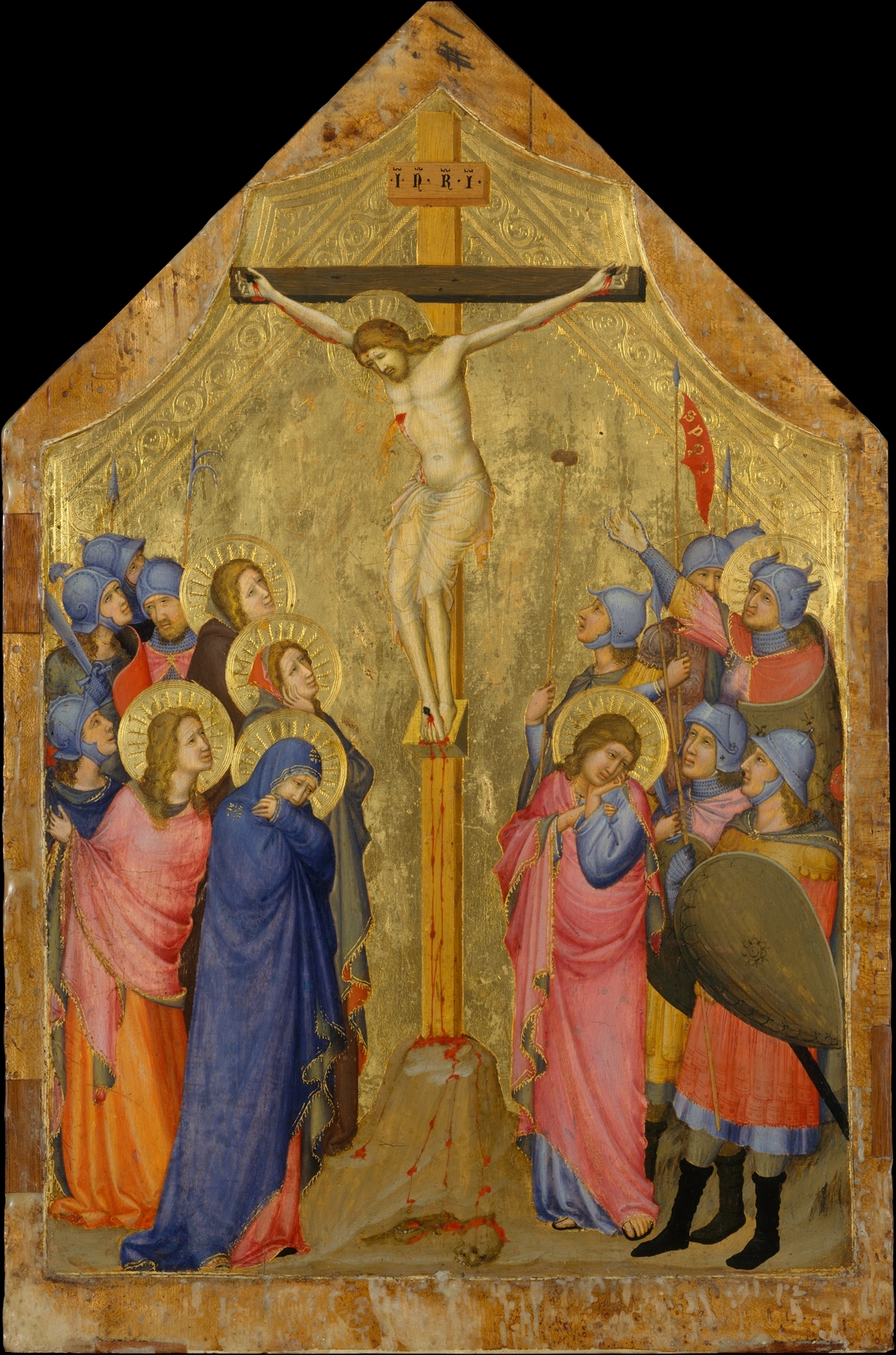
«Распятие» (1330—1335 годы; Нью-Йорк, музей Метрополитен)

Мастер кодекса святого Георгия (англ. Master of the Codex of Saint George) — итальянский художник и миниатюрист. Работал в Тоскане в первой половине XIV века.
Имя художника происходит от Кодекса, хранящегося в архиве капитула собора св. Петра в Ватикане. Его текст был написан в 1320 году в Авиньоне кардиналом Стефанески, который впоследствии заказал к нему миниатюры. Одна из них возможно была вдохновлена фреской «Битва св. Георгия с драконом» Симоне Мартини, написанной под портиком церкви Нотр-Дам де Дом (не сохранилась). Связь с авиньонским искусством подтверждается и другими листами Кодекса, которые хранятся в Библиотеке Пирпонта Моргана в Нью-Йорке, и в библиотеке города Булонь. Кисти мастера приписывается и несколько станковых произведений, демонстрирующих в одних случаях связь с искусством Сиены 1320—1340х годов — «Распятие» и «Положение во гроб» (Нью-Йорк, музей Метрополитен), а также «Не прикасайся ко мне» и «Коронование Марии» (Флоренция, галерея Барджелло), в других случаях связь с искусством Флоренции — «Мадонна со святыми» (Париж, Лувр).
Современные исследователи настаивают на родстве Мастера Кодекса св. Георгия с флорентийской манерой первых учеников Джотто, и вместе с тем отвергают идею о том, что, возможно, некоторые листы кодекса были созданы не в Италии, а в Авиньоне, где находилась резиденция кардинала Стефанески.